# Levi Heimans
Levi Heimans (* 24. Juli 1985 in Diemen) ist ein ehemaliger niederländischer Radrennfahrer.
2001, mit 16 Jahren, wurde Levi Heimans Niederländischer Meister der Jugend auf der Straße. Seitdem wurde er viermal Landesmeister in verschiedenen Altersklassen und Disziplinen und belegte Podiumsplätze, auch bei Weltcup-Rennen und Europameisterschaften.
Heimans große Stärken sind die Bahnradsport-Disziplinen Einer- sowie die Mannschaftsverfolgung. Bei den UCI-Bahn-Weltmeisterschaften 2005 in Los Angeles wurde er Dritter in der Einer-Verfolgung und gewann Bronze in der Mannschaftsverfolgung gemeinsam mit Jens Mouris, Peter Schep und Niki Terpstra.
2006 unterbrach Heimans seine Radsportkarriere für ein Jahr, um sein Studium zu beenden. 2008 in Peking nahm er zum zweiten Mal an Olympischen Spielen teil und belegte mit dem niederländischen Bahn-Vierer, so wie 2004, Platz fünf. Bei den Spielen in London 2012 belegte er gemeinsam mit Jenning Huizenga, Wim Stroetinga und Tim Veldt Platz sieben mit der neuen nationalen Rekordzeit von 4:03,818 Minuten.
Nach den Olympischen Spielen 2012 beendete Heimans seine aktive Laufbahn als Radsportler. Er beendete sein Studium der Bewegungswissenschaft an der Vrije Universiteit Amsterdam und ist seitdem als Trainer und Motivationssprecher tätig.

## Erfolge

### Bahn
2002
- Junioren-Europameisterschaft – Einerverfolgung, Mannschaftsverfolgung (mit Wim Stroetinga, Niels Pieters und Kevin Sluimer)

2003
- Niederländischer Meister (Junioren, U23, Elite) – Einerverfolgung
- Niederländischer Junioren-Meister – 1000-Meter-Zeitfahren

2004
- U23-Europameisterschaft – Mannschaftsverfolgung (mit Geert-Jan Jonkman, Jos Pronk und Wim Stroetinga)
- U23-Europameisterschaft – Einerverfolgung

2005
- Weltmeisterschaft – Mannschaftsverfolgung (mit Jens Mouris, Peter Schep und Niki Terpstra)
- Weltmeisterschaft – Einerverfolgung
- Bahnrad-Weltcup in Sydney – Einerverfolgung
- U23-Europameisterschaft – Einerverfolgung

2009
- Niederländischer Meister – Einerverfolgung

2010
- Europameisterschaft – Mannschaftsverfolgung (mit Arno van der Zwet, Tim Veldt und Sipke Zijlstra)

### Straße
2001
- Niederländischer Jugend-Meister – Einzelzeitfahren